# Port Football Club
Il Port Football Club è una squadra di calcio thailandese.
Fondato nel 1967, il club milita nella Thai League 1, la prima serie thailandese.

## Stadio
Il club gioca le gare casalinghe al Pat Stadium che ha una capacità di 13.000 posti a sedere.

## Organico

### Rosa 2025
| N. |                          | Ruolo | Calciatore            |
| -- | ------------------------ | ----- | --------------------- |
| 1  | Thailandia (bandiera)    | P     | Watchara Buathong     |
| 4  | Thailandia (bandiera)    | D     | Elias Dolah           |
| 6  | Thailandia (bandiera)    | D     | Todsapol Lated        |
| 7  | Thailandia (bandiera)    | C     | Pakorn Prempak        |
| 8  | Corea del Sud (bandiera) | C     | Go Seul-ki            |
| 10 | Thailandia (bandiera)    | C     | Bordin Phala          |
| 11 | Thailandia (bandiera)    | C     | Tanasith Siripala     |
| 14 | Thailandia (bandiera)    | C     | Chatmongkol Thongkiri |
| 16 | Thailandia (bandiera)    | C     | Siwakorn Jakkuprasat  |
| 18 | Thailandia (bandiera)    | P     | Rattanai Songsangchan |

| N. |                       | Ruolo | Calciatore           |
| -- | --------------------- | ----- | -------------------- |
| 23 | Thailandia (bandiera) | D     | Kevin Deeromram      |
| 31 | Thailandia (bandiera) | C     | Kanarin Thawornsak   |
| 33 | Thailandia (bandiera) | A     | Tanakorn Dangthong   |
| 34 | Thailandia (bandiera) | D     | Nitipong Selanon     |
| 35 | Thailandia (bandiera) | D     | Athibordee Atirat    |
| 36 | Thailandia (bandiera) | P     | Worawut Srisupha     |
| 39 | Thailandia (bandiera) | A     | Chenrop Samphaodi    |
| 45 | Thailandia (bandiera) | C     | Nattawut Sombatyotha |
| 69 | Thailandia (bandiera) | C     | Sansern Limwattana   |
| 71 | Thailandia (bandiera) | C     | Tanaboon Kesarat     |

## Palmarès

### Competizioni nazionali
- Thai League: 7

1968, 1972, 1974, 1978, 1979, 1985, 1990
- Thai FA Cup: 2

2009, 2019
- Thai League Cup: 1

2010

### Altri piazzamenti
- Thai League:

Secondo posto: 1999
Terzo posto: 2002-2003, 2018, 2019, 2020-2021, 2022-2023, 2023-2024
- Thai League Cup:

Finalista: 2011
Semifinalista: 2016, 2024
- Thai League 2:

Terzo posto: 2016